# Готье из Арраса
Готье из Арраса (фр. Gautier d'Arras, у. ок. 1185) — французский трувер.
Этот поэт был, по-видимому, местным феодалом, исполнял в Аррасе должность прево, с 1166 года состоял на службе у Филиппа Фландрского. Сформировался он как поэт в придворных кругах Шампани и Блуа, то есть там же, где и его современник, соотечественник и соперник Кретьен де Труа. Свой первый роман (из известных нам) «Ираклий» Готье посвятил Тибо V Доброму, графу Блуаскому, женатому на Аэлисе, сестре Марии Шампанской и дочери Альеноры Аквитанской.
Другой его роман, «Илль и Галерон», посвящён Беатрисе Бургундской, второй жене Фридриха Барбароссы.